# Chad Gaudin

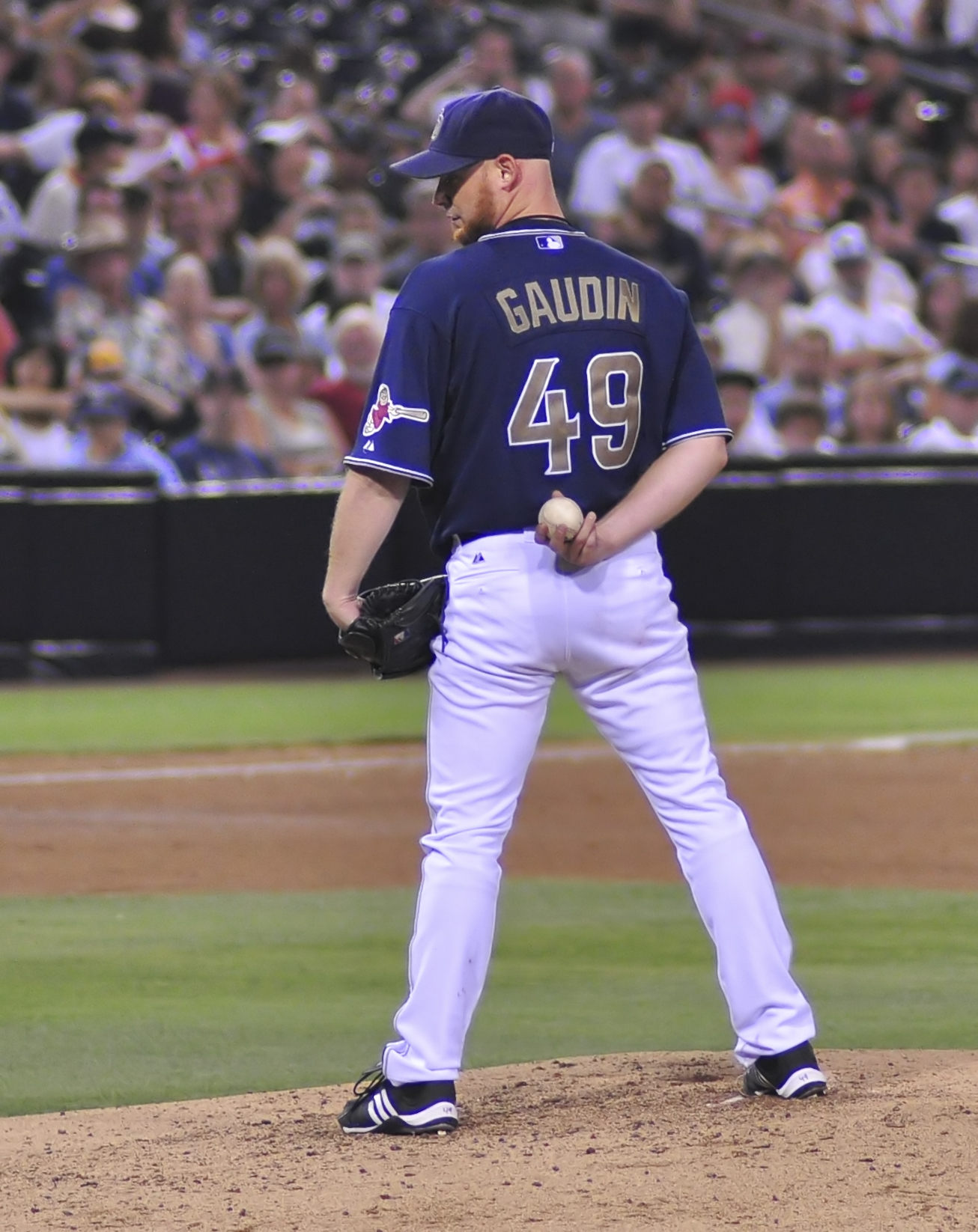

Chad Edward Gaudin é um jogador profissional de beisebol estadunidense.

## Carreira
Chad Gaudin foi campeão da World Series 2009 jogando pelo New York Yankees.